# Santa María de Punilla
Santa María de Punilla est une commune située dans le département de Punilla de la province de Córdoba, en Argentine. Elle compte par 9 526 habitants (en 2010) et se trouve sur la route nationale 38, et sur le chemin de fer General Belgrano et le train de passagers connu sous le nom de Tren de las Sierras. Le centre de Santa María de Punilla est situé à environ 42 km au nord-ouest de la ville de Córdoba et à 3 km au sud de la capitale départementale (Cosquín).
La municipalité est également située sur les rives du rio Cosquín. Depuis des décennies, la petite ville est bordée au sud par Villa Caeiro (qui est reliée à Bialet Massé) tandis qu'au nord, par le ruisseau appelé del Rosario ou San José, Santa María est entièrement bordée au nord par Villa Bustos, plus ancienne, puis presque contiguë à la ville de Cosquín. 
C'est dans cette localité que se trouve l'hôpital Domingo Funes. Aujourd'hui, Villa Bustos et Villa Caeiro sont des quartiers qui appartiennent à la municipalité de Santa María de Punilla.